# L'Enfant Jésus endormi
L'Enfant Jésus endormi est un tableau réalisé par la peintre italienne Artemisia Gentileschi en 1630-1632. De format horizontal, cette petite huile sur cuivre est une peinture chrétienne qui représente l'Enfant Jésus en train de dormir nu sur un drap blanc, la tête sur un oreiller vert. Réapparue en France en 2015, l'œuvre fait partie depuis 2022 des collections du musée des Beaux-Arts de Boston, dans le Massachusetts, aux États-Unis.
La peinture a été gravée par Pieter de Jode le Jeune, mais avec un crâne ajouté à la composition. Une autre version présentant un coussin rouge a été vendue en 2023 à Rome, et est conservée dans une collection privée. 

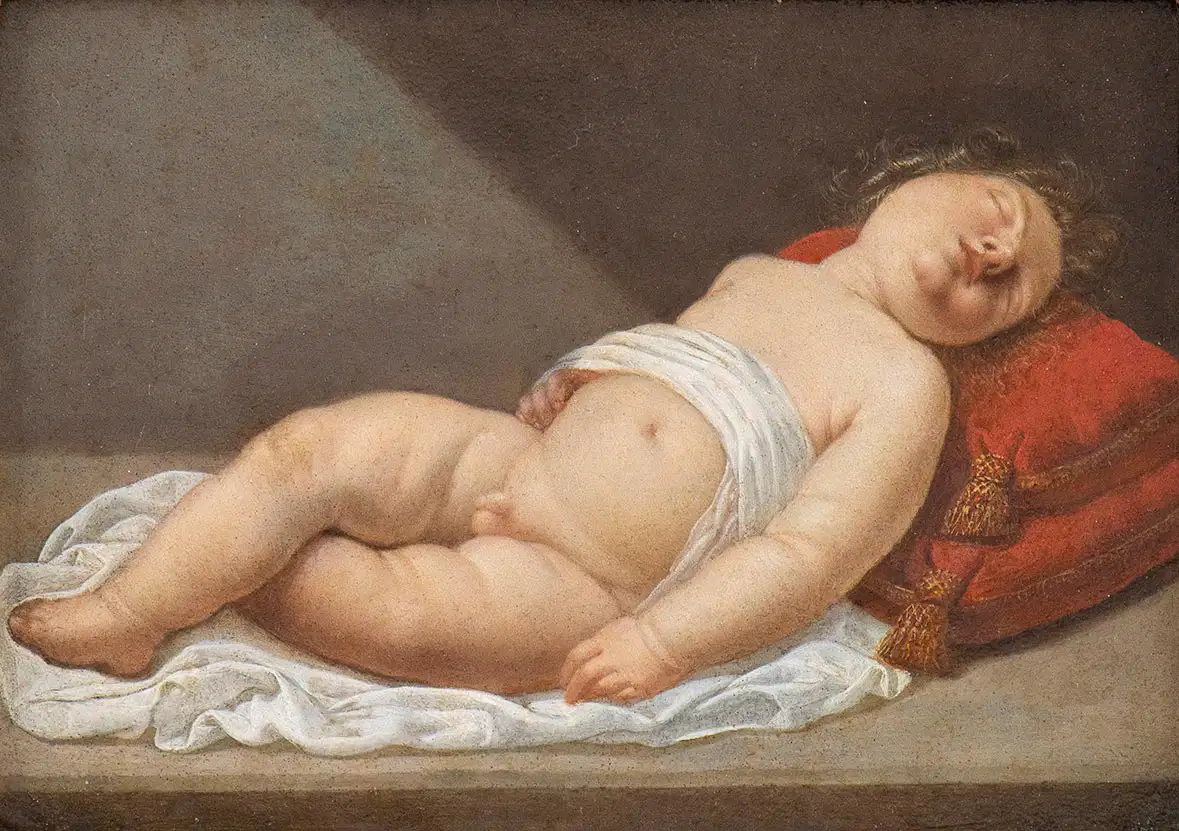
Amour endormi, années 1620 – Collection privée.